# Bobergsgrundet
Bobergsgrundet är en ö i Finland. Den ligger i Skärgårdshavet, Finska viken eller Norra Östersjön och i kommunen Hangö i landskapet Nyland, i den sydvästra delen av landet. Ön ligger omkring 120 kilometer väster om Helsingfors.
Öns area är 0,5 hektar och dess största längd är 90 meter i öst-västlig riktning.